# Myiothlypis flaveola
El chiví amarillento (Myiothlypis flaveola), también denominado arañero amarillo, arañero de pico corto, arañero de pico pálido y reinita amarillenta, es una especie de ave paseriforme de la familia Parulidae que vive en Sudamérica.

## Distribución y hábitat
Su hábitat natural son las selvas tropicales y subtropicales de regiones bajas de Bolivia, Brasil, Colombia, Paraguay, Venezuela y el extremo norte de Argentina.